# جیرجیرک چمنی سرسرخ
جیرجیرک چمنی سرسرخ (نام علمی: Orchelimum erythrocephalum) نام یک گونه از زیرخانواده جیرجیرک‌های سرقیفی است.